# Kálmán Kánya

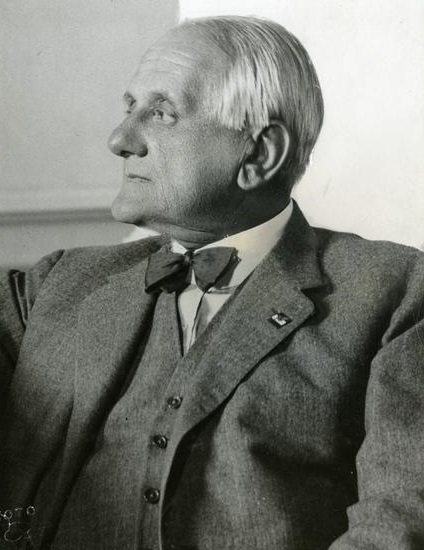
Kálmán Kánya in den 1930er Jahren

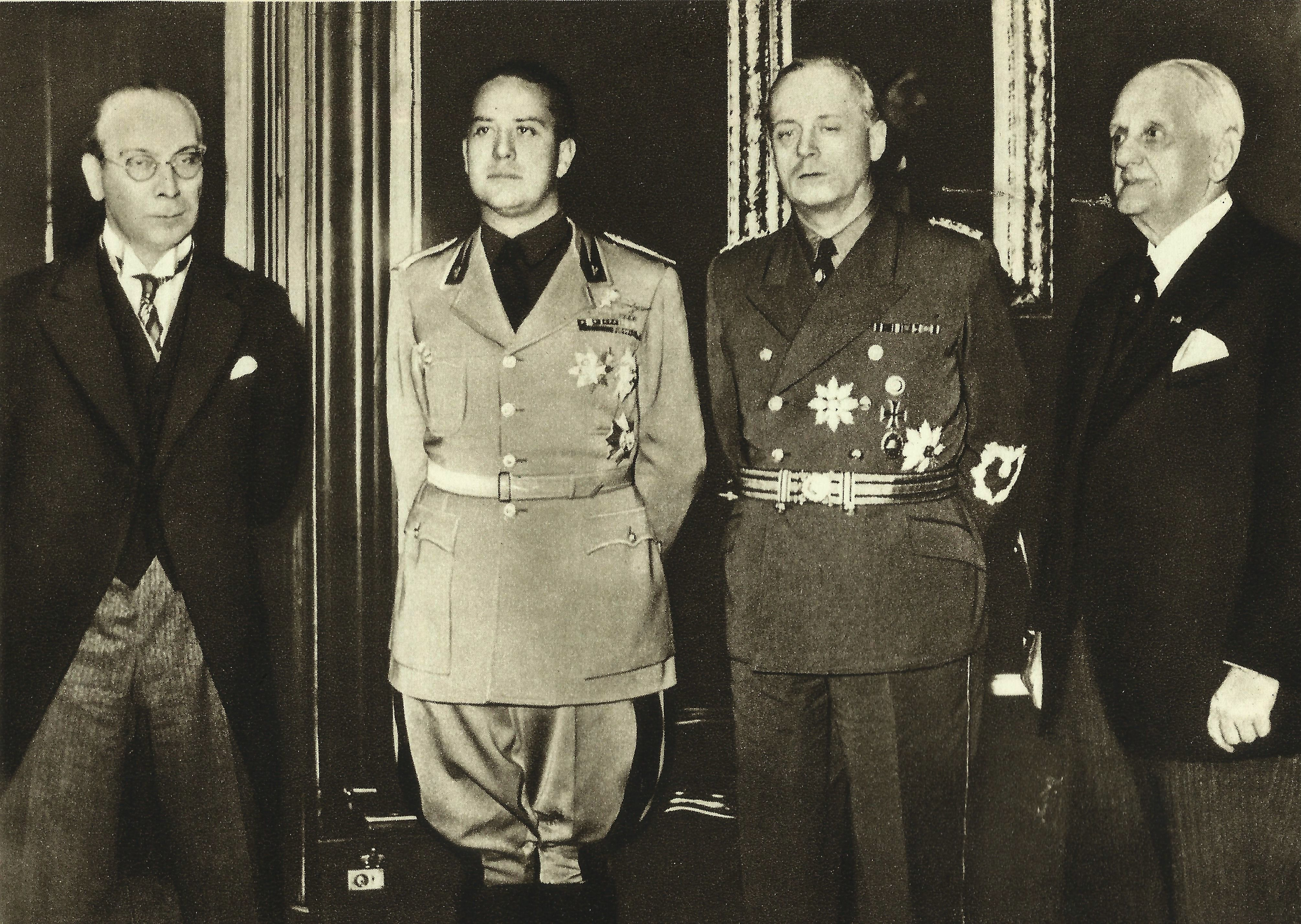
Die Verhandlungsführer des Ersten Wiener Schiedsspruchs: František Chvalkovský, Galeazzo Ciano, Joachim von Ribbentrop und Kálmán Kánya

Kálmán Kánya von Kánya (ungarisch kányai Kánya Kálmán, * 7. November 1869 in Sopron; † 3. Februar 1945 in Budapest) war ungarischer Diplomat, Politiker und Außenminister Ungarns 1933–1938. Er galt als bekanntester, scharfsinnigster und erfahrenster Diplomat seines Landes in der Zwischenkriegszeit.

## Leben
Kánya begann seine diplomatische Laufbahn 1896 als österreichisch-ungarischer Vizekonsul in Istanbul, vier Jahre später war er Konsul in Moskau. Von 1904 bis 1912 diente er im k.u.k. Außenministerium in Wien. Anschließend wurde er Gesandter in Mexiko. Nach dem Zusammenbruch Österreich-Ungarns war er 1920–1925 Stellvertreter des ungarischen Außenministers, wo er das diplomatische Korps organisierte. 1925–1933 war er Ungarns Gesandter im Deutschen Reich.
In seiner Amtszeit als Außenminister Ungarns, 1933–1938, arbeitete Kánya verstärkt mit Österreich und Italien zusammen und ihm gelang sogar eine Annäherung an Großbritannien, Frankreich und die Kleine Entente. Während Reichsverweser Miklós Horthy und Ministerpräsident Béla Imrédy sich in Berlin mit Adolf Hitler trafen, traf Kánya im August 1938 mit Vertretern der Kleinen Entente in Bled Vereinbarungen über Ungarns Gleichberechtigung zur Wiederbewaffnung, den Verzicht auf Gewalt bei der Lösung territorialer Fragen und die Frage nationaler Minderheiten. Letztere aber nur mit Jugoslawien und Rumänien, wobei es ihm gelang die Tschechoslowakei teilweise zu isolieren. In der folgenden Zeit lehnte er die Zusammenarbeit mit Hitler in der Sudetenkrise ab und war zusammen mit Kultusminister Pál Teleki Vorsitzender der ungarischen Delegation beim Ersten Wiener Schiedsspruch, bei dem Ungarn Gebiete mit ungarischer Bevölkerungsmehrheit in der Südslowakei und in der Karpatoukraine von der Tschechoslowakei abgetrennt und Ungarn zugesprochen wurden. Im September 1938 trat er infolge der wachsenden Kritik der deutschfreundlichen Politiker und Offiziere zurück und gehörte während des Zweiten Weltkrieges dem konservativen und antinazistischen Kreis unter Führung des Grafen István Bethlen und des Ministerpräsidenten Miklós Kállay an. Seit 4. Oktober 1935 war er durch Ernennung von Miklós Horthy Mitglied des Oberhauses auf Lebenszeit.
Nach Machtübernahme der faschistischen Pfeilkreuzler im Oktober 1944 wurde er verhaftet und im Internierungslager in Sopronkőhida und in einem Budapester Gefängnis festgehalten. Kurz vor Weihnachten 1944 wurde er aufgrund seiner schweren Krankheit freigelassen und starb während der Schlacht um Budapest im Februar 1945.